# リルネード
リルネードは、2019年7月31日にデビューした日本の3人組女性アイドルグループ。ディアステージ所属。2022年9月28日に解散。

## 概要
「でんぱ組虹コンJr.メンバー募集オーディション」の落選者の中から選ばれた3人組女性アイドルグループ。
2019年7月31日、「DEARSTAGE新人ユニットお披露目LIVE」にてお披露目。海の神を意味するリルとレモネードから名付けられた。「2020年代のオシャカワ」をコンセプトに活動している。
プロデューサーは元虹のコンキスタドールの奥村野乃花。また振付を虹のコンキスタドールの的場華鈴が、衣装デザインをでんぱ組.inc、元虹のコンキスタドールの根本凪がそれぞれ担当している。
2022年9月18日、Zepp DiverCityでの結成3周年記念ワンマンライブ「Rirune! Rirune! Rirune! 〜どんな星になったってキミをみてるよ〜」をもって解散。

## メンバー
2022年現在
| 名前                         | 愛称              | 担当色 | 誕生日                | 出身地 | 身長  | 趣味                           | 備考                                                        |
| ---------------------------- | ----------------- | ------ | --------------------- | ------ | ----- | ------------------------------ | ----------------------------------------------------------- |
| 蔀 祐佳（しどみ ゆうか）     | しどみん          | 水色   | 2001年8月19日（23歳） | 茨城県 | 158cm | お絵かき カラオケ              | 電音部（日高零奈役） 解散後ARCANA PROJECT加入               |
| 桐原 美月（きりはら みづき） | きりちゃん きりこ | 白     | 2003年2月21日（22歳） | 茨城県 | 148cm | アイドル鑑賞 音楽 ダンス       | 元水戸ご当地アイドル（仮） 解散後CANDY TUNE結成             |
| 栗原 舞優（くりはら まゆ）   | まゆちゃん        | ピンク | 2001年6月24日（23歳） | 栃木県 | 154cm | ねもちゃん鑑賞 アニメ おしゃれ | 元AIS -All Idol Songs- 解散後虹のコンキスタドール予科生加入 |

## 略歴

### 2019年
- 2月10日 - 「でんぱ組虹コンJr.メンバー募集オーディション」を開始[8]。
- 7月31日 - 「DEARSTAGE新人ユニットお披露目LIVE」でmeme tokyo.、虹のファンタジスタと共にお披露目[2]。
- 8月3日 - TOKYO IDOL FESTIVAL2019の「でんぱ組虹コンJr.メンバー オーディションステージ」（SMILE GARDEN）に出演[2]。
- 9月1日 - 初のオリジナル楽曲「ラビンNν」「ラッタパリニャ」「クレイジーアラーム」を配信リリース[9]。
- 11月2日 - 「ラッタパリニャ」のライブ映像をYouTubeに公開[10]。
- 11月3日 - 「クレイジーアラーム」「ラビンNν」のライブ映像をYouTubeに公開[10]。
- 12月7日～8日 - 「でんぱ組.inc 幕張ジャンボリーコンサート」(幕張メッセ国際展示場2・3ホール)にバックダンサーとして出演[11]。
- 12月25日 - 「エアトリ presents 毎日がクリスマス2019」の「聖なる☆ディアステージ vol.2」第1部（横浜赤レンガ倉庫第一号館3Fホール）に出演[12]。

### 2020年
- 1月11日 - 1stワンマンライブ「はじまりのはじまり」(Zirco Tokyo)を開催[13][14]。
- 1月16日 - 「純白のリルネード」「王道的なLOVEソング」のライブ映像をYouTubeに公開[15]。
- 1月28日 - アルバム「はじまりのはじまり」を発売[16][17]。
- 5月14日 - 『週刊ヤングジャンプ』(集英社)24号にて、「サキドルエースSURVIVAL SEASON10」に桐原美月が参加[18]。
- 6月7日 - 「アイドル無銭配信ライブ～supported by ダイキサウンド～」に出演[19]。
- 6月28日 - 電音部の声優として蔀祐佳が担当[20]。
- 8月8日 - 配信ライブ「キミとわたしのリルネデイズ」を開催[21][22]。「もうわたしを好きになってる君へ」のミュージックビデオをYouTubeに公開[23]。
- 8月12日 - シングル「ふたりのサマーデイズ／もうわたしを好きになってる君へ／オトメ・オルメタ」を発売[24][25]。
- 10月2日 - TOKYO IDOL FESTIVAL オンライン 2020に出演[26]。
- 11月4日 - 公式ホームページがリニューアルオープン[27]。公式ファンクラブ[28]、YouTubeチャンネル開設[29][30]。
- 11月21日 - 『週刊ヤングマガジン』（講談社）第52号のグラビアに桐原美月が登場[31][32]。
- 12月30日 - 第9回アイドル楽曲大賞2020（インディーズ/地方アイドル楽曲部門）にて、「もうわたしを好きになってる君へ」が3位にランクイン[33]。

### 2021年
- 1月24日 - 「フォークソング」のミュージックビデオをYouTubeに公開[34]。
- 2月16日 - シングル「フォークソング」を発売[35]。
- 2月25日 - ロックバンド「ひかりのなかに」が楽曲提供した新曲「ぎゅっとして！」を初披露[36][37]。
- 3月2日 - 写真週刊誌『FLASH』（光文社）のグラビアに栗原舞優が登場[38][39][40]。
- 3月8日 - 『週刊ヤングマガジン』（講談社）第15号の巻末グラビアに桐原美月が登場[41][42]。
- 4月3日 - ギュウゾウ（電撃ネットワーク）主催のアイドルイベント「ギュウ農フェス春のSP2021 IDOL STRiKES BACK -アイドルの逆襲-」に出演[43]。
- 4月6日 - YouTubeチャンネル「リルネチャンネル/リルネード」の登録者数が開設当初から目標としていた3000人を突破[44][45][46]。
- 4月25日～6月5日 - 初のライブツアー「リルネード 春の北関東ツアー 2021 ～ ここがわたしのHome Town ～」を開催[46][47]。
- 7月19日 - 『週刊プレイボーイ』（集英社）第31・32号の企画グラビアに桐原美月が掲載[48][49]。
- 8月18日 - シングル「夏のレコードがまわりだす」をリリース[50]。
- 9月28日 - ABEMA「矢口真里の火曜The NIGHT」に蔀祐佳、栗原舞優が出演。

### 2022年
- 6月12日 - 同年9月28日ZeppDiverCityでの単独ライブをもって解散することを発表[51]。
- 9月28日 - Zepp DiverCityでの結成3周年記念ワンマンライブ「Rirune! Rirune! Rirune! 〜どんな星になったってキミをみてるよ〜」をもって解散。

### 2025年
- 1月16日 - 横浜1000CLUBにて開催されたSAKKA FES Vol.02 ヤマモトショウDAYにてリルネードの一夜限定復活を遂げた。

## 作品

### 配信限定楽曲
| #   | タイトル           | 配信開始日   | 備考                         |
| --- | ------------------ | ------------ | ---------------------------- |
| 1st | ラビンNν           | 2019年9月1日 | 同時にoff vocal ver.も配信。 |
| 2nd | ラッタパリニャ     | 2019年9月1日 | 同時にoff vocal ver.も配信。 |
| 3rd | クレイジーアラーム | 2019年9月1日 | 同時にoff vocal ver.も配信。 |

### 楽曲一覧
| タイトル                       | 作詞              | 作曲              | 編曲           | 映像 | 備考                               |
| ------------------------------ | ----------------- | ----------------- | -------------- | ---- | ---------------------------------- |
| Overture                       | 浅野尚志          | 浅野尚志          | 浅野尚志       | ○    |                                    |
| ラビンNν                       | 浅野尚志          | 浅野尚志          | 浅野尚志       | ○    |                                    |
| ラッタパリニャ                 | 浅野尚志          | 浅野尚志          | 浅野尚志       | ○    |                                    |
| クレイジーアラーム             | 浅野尚志          | 浅野尚志          | 浅野尚志       | ○    |                                    |
| 王道的なLOVEソング             | 中村千尋          | 中村千尋          | サトータクマ   | ○    |                                    |
| 純白のリルネード               | NOBE              | 浅野尚志          | 浅野尚志       | ○    |                                    |
| ふたりのサマーデイズ           | 長沼良            | 長沼良            | 長沼良         | ○    |                                    |
| もうわたしを好きになってる君へ | ヤマモトショウ    | ヤマモトショウ    | ヤマモトショウ | MV   |                                    |
| オトメ・オルメタ               | 児玉雨子          | 浅野尚志          | 浅野尚志       | ○    |                                    |
| フォークソング                 | ヤマモトショウ    | ヤマモトショウ    | ヤマモトショウ | ○    |                                    |
| 東京プリンセス                 | nobara kaede      | 浅野尚志          | 浅野尚志       | ○    |                                    |
| ぎゅっとして！                 | ヤマシタカホ      | ヤマシタカホ      | 浅野尚志       | ○    |                                    |
| 夏のレコードがまわりだす       | MICO              | 浅野尚志          | 浅野尚志       | ○    |                                    |
| 今夜、ロマンチック劇場で       | nobara kaede      | 浅野尚志          | 浅野尚志       | ○    |                                    |
| Sweet Second Date              | nobara kaede      | 浅野尚志          | 浅野尚志       | ○    |                                    |
| 恋愛ちゅー                     | mekakushe         | kabanagu          | kabanagu       | MV   |                                    |
| サルネ！                       | ヤマモトショウ    | ヤマモトショウ    | ヤマモトショウ | MV   |                                    |
| マダガスカルはどこですか？     | 坂口真悟 奥村文彦 | 坂口真悟 奥村文彦 | 浅野尚志       | ○    | 日本モンキーセンターの楽曲をカバー |
| きらめき、いま、見えるでしょ？ | MICO              | 浅野尚志          | 浅野尚志       | MV   |                                    |
| ティーンエイジ                 | ヤマモトショウ    | ヤマモトショウ    | ヤマモトショウ | ○    |                                    |
| スプラウト                     | mekakushe         | mekakushe         | cat nap        | ○    |                                    |
| 魔法のドレスコード             | nobara kaede      | 浅野尚志          | 浅野尚志       | ○    |                                    |

### ミュージックビデオ
| 公開日       | 公開日       | タイトル                       | 備考 |
| ------------ | ------------ | ------------------------------ | ---- |
| 2020年8月8日 | 2020年8月8日 | もうわたしを好きになってる君へ |      |
| 2021年       | 1月24日      | フォークソング                 |      |
| 2021年       | 12月12日     | 恋愛ちゅー                     |      |
| 2022年       | 2月6日       | サルネ！                       |      |
| 2022年       | 9月28日      | きらめき、いま、見えるでしょ？ |      |

### ライブ映像
| 公開日 | 公開日  | タイトル                                      | 備考                                 |
| ------ | ------- | --------------------------------------------- | ------------------------------------ |
| 2019年 | 11月2日 | ラッタパリニャ                                |                                      |
| 2019年 | 11月3日 | クレイジーアラーム                            |                                      |
| 2019年 | 11月3日 | ラビンNν                                      |                                      |
| 2020年 | 1月16日 | 純白のリルネード                              |                                      |
| 2020年 | 1月16日 | 王道的なLOVEソング                            |                                      |
| 2021年 | 5月7日  | もうわたしを好きになってる君へ                | 「春の北関東ツアー2021埼玉公演」より |
| 2021年 | 5月14日 | ぎゅっとして！                                | 「春の北関東ツアー2021埼玉公演」より |
| 2021年 | 5月21日 | 王道的なLOVEソング                            | 「春の北関東ツアー2021埼玉公演」より |
| 2021年 | 8月27日 | 2nd Anniversari Live「Rirune!Rirune!Rirune!」 |                                      |

### パフォーマンスビデオ
| 公開日        | 公開日        | タイトル                       | 備考 |
| ------------- | ------------- | ------------------------------ | ---- |
| 2020年10月1日 | 2020年10月1日 | もうわたしを好きになってる君へ |      |
| 2021年11月6日 | 2021年11月6日 | 夏のレコードがまわりだす       |      |
| 2022年        | 3月11日       | 恋愛ちゅー                     |      |
| 2022年        | 3月18日       | 今夜、ロマンチック劇場で       |      |
| 2022年        | 4月10日       | サルネ！                       |      |
| 2022年        | 4月23日       | ぎゅっとして！                 |      |
| 2022年        | 4月30日       | 王道的なLOVEソング             |      |
| 2022年        | 5月7日        | Sweet Second Date              |      |
| 2022年        | 7月22日       | マダガスカルはどこですか？     |      |
| 2022年        | 7月30日       | ふたりのサマーデイズ           |      |
| 2022年        | 8月13日       | ラビンNν                       |      |
| 2022年        | 9月2日        | ラッタパリニャ                 |      |
| 2022年        | 9月7日        | クレイジーアラーム             |      |
| 2022年        | 9月14日       | オトメ・オルメタ               |      |
| 2022年        | 9月22日       | きらめき、いま、見えるでしょ？ |      |
| 2022年        | 9月26日       | 東京プリンセス                 |      |
| 2022年        | 9月26日       | 純白のリルネード               |      |

### プラクティスビデオ
| 公開日        | 公開日        | タイトル                       | 備考 |
| ------------- | ------------- | ------------------------------ | ---- |
| 2021年11月7日 | 2021年11月7日 | 夏のレコードがまわりだす       |      |
| 2022年        | 3月4日        | 恋愛ちゅー                     |      |
| 2022年        | 3月25日       | 今夜、ロマンチック劇場で       |      |
| 2022年        | 5月14日       | ぎゅっとして！                 |      |
| 2022年        | 5月21日       | 王道的なLOVEソング             |      |
| 2022年        | 5月28日       | Sweet Second Date              |      |
| 2022年        | 7月22日       | マダガスカルはどこですか？     |      |
| 2022年        | 8月5日        | ふたりのサマーデイズ           |      |
| 2022年        | 8月27日       | ラビンNν                       |      |
| 2022年        | 9月9日        | クレイジーアラーム             |      |
| 2022年        | 9月15日       | オトメ・オルメタ               |      |
| 2022年        | 9月24日       | きらめき、いま、見えるでしょ？ |      |

## ライブ・イベント

### ツアー
2021年
| 公演名                                           | 公演日   | 会場                                 | 備考                   |
| ------------------------------------------------ | -------- | ------------------------------------ | ---------------------- |
| 春の北関東ツアー2021 ～ここがわたしのHome Town～ | 4月25日  | 埼玉・HEAVEN'SROCKさいたま新都心VJ-3 |                        |
| 春の北関東ツアー2021 ～ここがわたしのHome Town～ | 5月1日   | 群馬・高崎clubFLEES                  |                        |
| 春の北関東ツアー2021 ～ここがわたしのHome Town～ | 5月15日  | 栃木・HEAVEN'SROCK宇都宮VJ-2         |                        |
| 春の北関東ツアー2021 ～ここがわたしのHome Town～ | 5月16日  | 千葉・ライブハウス柏ThumbUp          |                        |
| 春の北関東ツアー2021 ～ここがわたしのHome Town～ | 5月23日  | 茨城・VOICE水戸                      |                        |
| 春の北関東ツアー2021 ～ここがわたしのHome Town～ | 6月5日   | 東京・渋谷TSUTAYA O-WEST             |                        |
| 秋のご挨拶ツアー2021                             | 10月3日  | 大阪・心斎橋VARON                    | ゲスト：代代代         |
| 秋のご挨拶ツアー2021                             | 10月10日 | 愛知・名古屋ell.FITS ALL             | ゲスト：NELN           |
| 秋のご挨拶ツアー2021                             | 10月24日 | 東京・代官山UNIT                     | ゲスト：クマリデパート |
| 冬の東名阪ツアー2021                             | 12月12日 | 愛知・名古屋ell.FITS ALL             |                        |
| 冬の東名阪ツアー2021                             | 12月19日 | 大阪・梅田Shangri-la                 |                        |
| 冬の東名阪ツアー2021                             | 12月26日 | 東京・恵比寿リキッドルーム           |                        |

2022年
| 公演名                                                         | 公演日         | 会場                           | 備考                   |
| -------------------------------------------------------------- | -------------- | ------------------------------ | ---------------------- |
| Rirune!Rirune!Sarune? 〜 どうぶつアイドルとおともだちツアー 〜 | 2月5日 6月18日 | 愛知・ell FITS ALL             | ゲスト︰Fishbowl       |
| Rirune!Rirune!Sarune? 〜 どうぶつアイドルとおともだちツアー 〜 | 2月12日 5月3日 | 大阪・梅田シャングリラ         | ゲスト︰はちみつBLACK  |
| Rirune!Rirune!Sarune? 〜 どうぶつアイドルとおともだちツアー 〜 | 2月19日        | 東京・代官山UNIT               | ゲスト︰クマリデパート |
| 春のやや北関東ツアー                                           | 4月22日        | 愛知・ell. FITS ALL            |                        |
| 春のやや北関東ツアー                                           | 5月5日         | 茨城・mito LIGHT HOUSE         |                        |
| 春のやや北関東ツアー                                           | 5月7日         | 栃木・HEAVEN’S ROCK 宇都宮VJ-2 |                        |
| 春のやや北関東ツアー                                           | 5月22日        | 東京・代官山UNIT               |                        |